# Nikolai Alexandrowitsch Bulganin

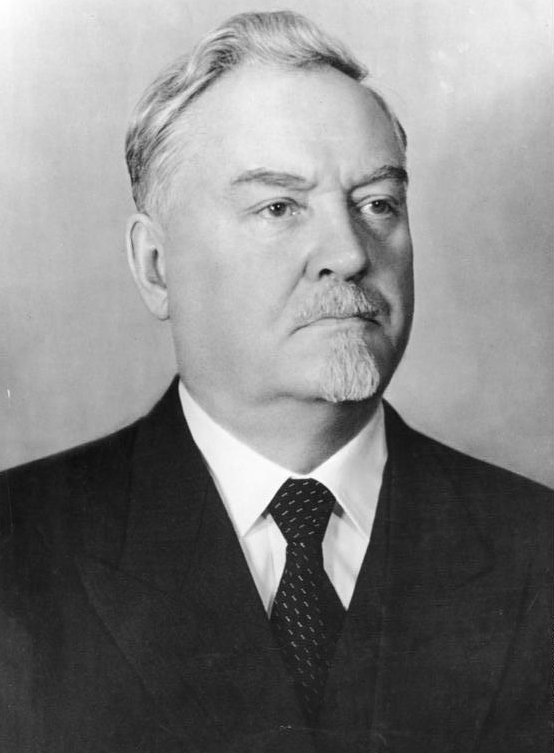
Nikolai Alexandrowitsch Bulganin (1955)

Nikolai Alexandrowitsch Bulganin (russisch Никола́й Алекса́ндрович Булга́нин, wiss. Transliteration Nikolaj Alexandrovič Bulganin; * 30. Maijul. / 11. Juni 1895greg. in Nischni Nowgorod; † 24. Februar 1975 in Moskau) war ein sowjetischer Politiker. Der Marschall der Sowjetunion war u. a. 1947–1949 und 1953–1955 Verteidigungsminister sowie von 1955 bis 1958 als Vorsitzender des Ministerrats Regierungschef (Ministerpräsident) der UdSSR.
Nachdem er 1957 mit Malenkow und Molotow versucht hatte, den Parteichef Nikita Chruschtschow zu stürzen, wurde er aus dem Politbüro (damals Präsidium) der KPdSU abgewählt, blieb aber noch ein Jahr lang Ministerpräsident.

## Leben

### Politischer Aufstieg
Nikolai Bulganin war Sohn eines Beamten. Er trat 1917 den Bolschewiki bei und war nach der Oktoberrevolution von 1918 bis 1922 Mitarbeiter der politischen Polizei in der Tscheka. Nach dem Russischen Bürgerkrieg war er Kader in der Elektroindustrie und von 1927 bis 1931 Direktor der Moskauer Elektrizitätsversorgung. 
Von 1931 bis 1940 war er Bürgermeister von Moskau. 
1934 wurde er als loyaler Stalinist Kandidat für das Zentralkomitee. Während des Großen Terrors von 1936 bis 1938 stieg er durch Josef Stalins Unterstützung weiter auf. 1937 wurde er Ministerpräsident der Russischen Sozialistischen Föderativen Sowjetrepublik (RSFSR). Ab 1938 war er Vollmitglied im Zentralkomitee der Partei und wurde Stellvertretender Vorsitzender des Ministerrats und zugleich bis 1941 Vorsitzender der Staatsbank.

### Im Zentrum der Macht
Während des Zweiten Weltkriegs war er in der Roten Armee hoher Politoffizier im Rang eines Generaloberst. Vom 22. November 1944 bis September 1945 war er Mitglied des Staatlichen Verteidigungskomitees der UdSSR, des obersten Kriegskabinetts der UdSSR unter Stalins Leitung. Zugleich wurde er Stellvertretender Volkskommissar für Verteidigung, als Stalin auch dieses Ressort leitete. Unter Josef Stalin wurde er 1947 Minister für die Streitkräfte und zugleich stellvertretender Vorsitzender des Ministerrats der UdSSR (Stellvertretender Ministerpräsident). 
1946 wurde er Kandidat des Politbüros, des höchsten politischen Gremiums der WKP (B). 1947 wurde er zum Marschall der Sowjetunion ernannt und 1948 Vollmitglied des Politbüros. 1949 musste er die Position des Streitkräfteministers an Alexander Wassilewski abgeben. 
Nach Stalins Tod übernahm er von 1953 bis 1955 im Kabinett von Georgi Malenkow wieder das aus Kriegs- und Marineministerium gebildete Verteidigungsministerium, und nach Berijas Sturz war er Erster Stellvertretender Vorsitzender des Ministerrates. 1955 löste er Malenkow als Vorsitzender des Ministerrates (Ministerpräsident) ab. Als Verteidigungsminister folgte ihm Georgi Schukow.
Als Regierungschef verfolgte Bulganin mit Chruschtschow einen politischen Kurs der Entstalinisierung und der Entspannung, vor allem gegenüber den neutralen Staaten. Er besuchte unter anderem Indien, Jugoslawien und Großbritannien.

### Der Sturz
Am 18. Juni 1957 versuchte eine Mehrheit (sieben zu vier) der Politbüromitglieder mit Malenkow, Molotow, Woroschilow, Kaganowitsch, Saburow, Perwuchin und Bulganin, Parteichef Chruschtschow zu stürzen. Der Versuch misslang durch einen Mehrheitsbeschluss des eilig einberufenen Zentralkomitees der KPdSU. Malenkow, Molotow, Kaganowitsch und Saburow wurden sofort aus dem Politbüro abgewählt.
Bulganin blieb noch Ministerpräsident, bis Chruschtschow am 27. März 1958 auch diesen Posten übernahm. Bulganin wurde 1958 deshalb auch aus dem Zentralkomitee der KPdSU ausgeschlossen.
Im März 1958 wurde er auf den Posten eines Präsidenten der Staatsbank abgeschoben. Den hatte er schon 1938 innegehabt. In dieser Funktion verblieb er noch bis August im Kabinett von Chruschtschow. Er verlor auch seinen Titel als Marschall der Sowjetunion und wurde zum Generaloberst degradiert.
Bald darauf wurde er zum Leiter des Wirtschaftsrates von Stawropol ernannt. 1960 – mit 65 Jahren – ging er in Pension.

## Auszeichnungen (Auswahl)
Bulganin wurde unter anderem mit dem Orden Held der sozialistischen Arbeit, dem Leninorden (2×), dem Rotbannerorden (2×), dem Suworoworden und dem Kutusoworden ausgezeichnet.